# Philly Joe Jones
Joseph Rudolph "Philly Joe" Jones (15. juli 1923 i Philadelphia – 30. august 1985 i Philadelphia) var en amerikansk jazztrommeslager.
Han er bedst kendt for sit samarbejde med Miles Davis i 50'erne. Han spillede også med pianisten og arrangøren Tadd Dameron i hans grupper. Havde også samarbejde gennem årene med pianisten Bill Evans og Sun Ra. Jones var den store fornyer op Igennem 1950'erne , og er viderefører stillistisk efter bebop trommeslageren Max Roach. Jones har indspillet omkring 2000 plader. Han var tillige en fremragende pianist. Han har indspillet en lang række solo lp'er i eget navn.

## Kortfattet diskografi
- Miles Davis – Relaxing with the Miles Davis Quintet (1956)
- Miles Davis – Working With the Miles Davis Quintet (1956)
- Miles Davis – Cookin With the Miles Davis Quintet (1956)
- Miles Davis – Steamin with the Miles Davis Quintet (1956)
- Miles Davis – Round Midnight (1957)
- Miles Davis – Milestones (1958)
- Philly Joe Jones – Blues for Dracula (1958)
- Philly Joe Jones – Showcase (1959)
- Philly Joe Jones – Drums Around the World (1959)
- Philly Joe Jones – Philly Joe´s Beat (1960)
- Philly Joe Jones - Live at Birdland - (1962)
- Philly Joe Jones & Elvin Jones – Together (1964)
- Philly Joe Jones – Trailways Express (1968)
- Philly Joe jones – Philly Joe Jones (1969)
- Philly Joe Jones – Philly Mignon (1977)
- Philly Joe Jones - Drums Night (1977)
- Philly Joe Jones – Drum songs (1977)
- Philly Joe Jones – Advance (1978)
- Philly Joe Jones – Philly of Soul (1981)
- Philly Joe Jones / Dameronia – To Tadd With Love (1982)
- Philly Joe Jones / Dameronia – Stop Look and Listen (1983)